# Peter Davis
Pour les articles homonymes, voir Davis et Peter Davis (réalisateur).
Peter Davis, né le 25 avril 1947, est un sociologue néo-zélandais spécialisé en sociologie médicale.
Davis a obtenu un doctorat en sociologie de l'université d'Auckland.
Sa spécialité est la sociologie médicale et il est actuellement chef de département et professeur de sociologie à l'université d'Auckland. Il travaille aussi à l'école de la santé et au département des statistiques de l'université.
Précédemment, il était professeur de santé publique à la Christchurch School of Medicine and Health Sciences de l'université d'Otago.
Davis est marié à la Première ministre néo-zélandaise Helen Clark depuis 1981, peu après la campagne de Clark aux législatives.

## Source
- (en) Cet article est partiellement ou en totalité issu de l’article de Wikipédia en anglais intitulé « Peter Davis (sociologist) » (voir la liste des auteurs).